# Муш (ил)
Муш (тур. Muş; арм. Մուշ) — ил на востоке Турции.

## География
Ил Муш располагается на Мушской равнине, граничит с илами: Бингёль, Эрзурум, Агры, Битлис, Батман, Диярбакыр. Принадлежит к бассейну реки Мурат. Высочайшая вершина — Акдоган-гёлю (Akdoğan Gölü, 2149 м).

## Этимология
Согласно армянской традиции, название Муш происходит от армянского слова «Мшуш», что означает «туман» или «мгла». В армянском предании языческая богиня Астхик имела привычку по вечерам спускаться с горы Гргур и купаться в реке. Местные смельчаки, узнав об этом, стали разводить костры на холмах, чтобы увидеть её красоту. Догадавшись об этом, Астхик стала напускать непроницаемую мглу. Поэтому город и весь район, где туманы — частое явление, стали называться Мшуш, что переходя из уст в уста, трансформировалось в Муш.

## История

### Хронология
- 1500—1290 годы до н. э. — в составе государства Хайаса
- 1290—890 годы до. н. э. — один из княжеств «страны Наири»
- 890—600 годы до н. э. — в составе Араратского царства
- 590—330 годы до н. э. — в составе Армянской сатрапии, под властью Ахеменидской империи
- 330—200 годы до н. э. — в составе Армянского Айраратского царства
- 190 год до н. э. — 428 год н. э. — в составе провинции Туруберан Великой Армении
- 360 год — невдалеке от города Муш родился создатель армянского алфавита Месроп Маштоц.
- 428—640 годы — в составе Марзпанской Армении, под властью Сасанидской империи
- 640—885 годы — в составе Армянского эмирата, под властью Арабского Халифата
- 885—1045 годы — в составе Армянского Анийского царства
- 1045—1071 годы — завоеван Византией
- 1071—1100 годы — завоеван сельдужками
- 1100—1207 годы — в составе государства Шах-Арменов
- 1208—1256 годы — завоеван Айюбидами
- 1222 год — Джелал-эд-дин Хорезмский «разграбил страну вплоть до Муша и Шапалджура»[2].
- 1257—1382 годы — завоёван монголами
- 1382—1501 годы — завоеван туркоманами
- 1504—1916 годы — в составе Османской империи
- 1915—1916 годы — депортация и уничтожение армянского населения
- 5 июля 1916 — апрель 1918 года — в составе генерал-губернаторства Западной Армении, под властью Российской империи
- апрель 1918 года — захвачен Турцией
- 10 августа 1920 года — Лига Наций подписывает Севрский договор, признающий Муш в составе республики Армения
- 22 ноября 1920 года — Арбитражное решение Вудро Вильсона, признавшее Муш частью республики Армения

### Геноцид армян в Муше
Накануне Первой мировой войны в Муше проживало 142 000 человек, из которых 93 000 (65,5%) армяне, в том числе, 12 450 армян жили в административном центре -городе Муш, которые занимались в основном ремеслами и торговлей, остальные жили в 234 деревнях и занимались сельским хозяйством. В городе Муш действовали 5 армянских церквей и 7 школ, по всей же Мушской долине, насчитывалось 243 действующие армянские церкви. После вступления Турции в войну армяне призывного возраста были мобилизованы - и потому не смогли в дальнейшем защитить своих близких... По свидетельству немецкого чиновника, которого Первая мировая война застала в анатолийском регионе Муш, 
Ещё в конце октября 1914 года, когда для турок началась война, турецкие чиновники начали отбирать у армян всё, в чём турки нуждались для ведения войны. Их имущество, их деньги - всё было конфисковано. Позднее каждый турок мог войти в армянский магазин и взять то, в чём он нуждался или что хотел бы иметь.
 Установка младотурецкого триумвирата на геноцид армян была дана в шифрованной телеграмме Энвер-паши от 27 февраля 1915 г. В марте 1915 года начались погромы армянского населения Мушской казы. Конкретные меры по «окончательной ликвидации» армян были прописаны в секретной директиве Талаат-паши и Энвер-паши от 15 апреля 1915 г. С неё начался Геноцид армян в явной, так сказать, форме. В июне-июле 1915 года погромы в Мушской казе приобрели массовый характер. Все армянские сёла (общим числом 234) были разорены, их население вырезано. В некоторых местах (Муш, Канасар, Сурб Карапет, Шамб, отдельные села) армяне прибегли к стихийной самообороне, но потерпели неудачу из-за численного превосходства турецкой армии и малого количества боеприпасов. По данным Мушской епархии, из всего армянского населения 109 сёл спаслись и нашли прибежище в Восточной Армении едва 1500 человек. Варварски были уничтожены многочисленные памятники истории и культуры, в том числе: монастыри Аракелоц (Таргманчац), Св. Карапета, Св. Ованеса со своими богатыми хранилищами манускриптов. Избежавшим гибели армянским крестьянам удалось спасти Евангелие Св. Карапета (его пришлось разрезать надвое для транспортировки на двух конях), Мушский гомилиарий, резную дверь монастыря Аракелоц и т. д.
Резня армянского населения города Муш началась после того, как окрестные сёла были уничтожены. Окружённые со всех сторон регулярными частями турецкой армии, армяне города Муш прибегли к самообороне (см.: Мушская самооборона), но из-за численного превосходства турок и нехватки боеприпасов, потерпели поражение и были почти полностью истреблены. От 400 до 700 человек сумели перейти в Сасун, где, однако, понесли новые потери. Избежавшие гибели 125 мушцев впоследствии нашли прибежище в Восточной Армении.

### После геноцида
В 1916 г. территория Мушской Армении дважды освобождалась русскими войсками. 10 августа 1916 г. был возвращён Муш, а 14-го группа генерала Воробьева уже стояла на берегу Евфрата. В боях с 7 по 10 августа на подступах к Мушу разбита 7-я турецкая пехотная дивизия 16-го корпуса. Русскими войсками и армянскими добровольцами было взято 2200 пленных, 4 орудия и 3 пулемета.
В мае 1917 г. Мушский регион возвращён под контроль турок. В 1929 г. Муш был присоединен к провинции Битлис, отделён от нее в 1935 году, получив статус ила.

## Население
Население — 453 654 жителей (2009). В настоящее время большинство населения — курды. Встречаются в небольшом числе т. н. крипто-армяне.
Крупнейшие города — Муш (68 тыс. жителей в 2000 году), Малазгирт.

## Административное деление
Ил Муш делится на 6 районов:
1. Буланык (Bulanık)
2. Хаскёй (Hasköy)
3. Коркут (Korkut)
4. Малазгирт (Malazgirt)
5. Муш (Muş)
6. Варто (Varto)